# گرنبیشو
گرنبیشو (به لهستانی:  Grębiszew) یک روستا در لهستان است که در گمینا مینگسک مازوویتسکی واقع شده‌است.